# 佐久間信晴
佐久間 信晴（さくま のぶはる、生年不詳 - 天文17年8月11日（1548年9月12日））は、戦国時代の武将。通称左衛門尉。

## 略歴
佐久間盛通の三男として生まれる。天文17年（1548年）8月11日に死去 。大徳寺（京都市北区柴野）に葬られる。法名紹信。子に佐久間信盛がいる。